# Coupe de la Ligue 2013/14
De Coupe de la Ligue 2013/14 was de 20ste editie van dit Franse voetbalbekertoernooi. De competitie begon op 6 augustus 2013 en eindigde met de finale op 19 april 2014 in het Stade de France. De titelhouder was AS Saint-Étienne, dat Stade Rennais met 1-0 had verslagen in de finale op 20 april 2013.

## Deelnemende clubs
| Clubs de Ligue 1 (20)          | clubs uit Ligue 2 (20) en National (3) |
| Beginnen in de laatste 16      | Begint in de 2e ronde                  |
| ------------------------------ | -------------------------------------- |
| Paris Saint-Germain            | AS Nancy-Lorraine                      |
| Olympique de Marseille         | beginnen in de 1e ronde                |
| Olympique lyonnais             | ES Troyes AC                           |
| OGC Nice                       | Stade Brestois                         |
| AS Saint-Étienne (titelhouder) | SM Caen                                |
| Girondins de Bordeaux          | Angers SCO                             |
| begint in de derde ronde       | Le Havre AC                            |
| Lille OSC                      | Dijon FCO                              |
| FC Lorient                     | Nîmes Olympique                        |
| Montpellier HSC                | AJ Auxerre                             |
| Toulouse FC                    | Tours FC                               |
| Valenciennes FC                | AC Arles-Avignon                       |
| SC Bastia                      | RC Lens                                |
| Stade Rennais                  | FC Istres                              |
| Stade de Reims                 | Clermont Foot                          |
| FC Sochaux-Montbéliard         | Chamois Niortais FC                    |
| Évian                          | LB Châteauroux                         |
| AC Ajaccio                     | Stade Lavallois                        |
| AS Monaco FC                   | US Créteil-Lusitanos                   |
| EA Guingamp                    | FC Metz                                |
| FC Nantes                      | Gazélec FCO Ajaccio                    |
|                                | CA Bastia                              |
|                                | Amiens SC                              |
|                                | US Boulogne                            |

## Eerste ronde
De loting voor de eerste ronde zal worden gehouden op 17 juli 2012. Terwijl de wedstrijden op 6 augustus worden gespeeld.
| Club                | Resultaat         | Club                 | Datum           |
| ------------------- | ----------------- | -------------------- | --------------- |
| Tours FC            | 2-2 n.v. 4-3 n.p  | FC Istres            | 6 augustus 2013 |
| Stade Brestois      | 1-4               | AJ Auxerre           | 6 augustus 2013 |
| US Boulogne         | 1-1 n.v. 3-4 n.p. | US Créteil-Lusitanos | 6 augustus 2013 |
| Stade Lavallois     | 0-1               | Nîmes Olympique      | 6 augustus 2013 |
| Amiens SC           | 1-0               | LB Châteauroux       | 6 augustus 2013 |
| Chamois Niortais FC | 2-3               | Le Havre AC          | 6 augustus 2013 |
| SM Caen             | 2-0               | FC Metz              | 6 augustus 2013 |
| Gazélec FCO Ajaccio | 2-2 n.v. 3-5 n.p. | ES Troyes AC         | 6 augustus 2013 |
| Clermont Foot       | 3-0               | Dijon FCO            | 6 augustus 2013 |
| CA Bastia           | 0-1               | AC Arles-Avignon     | 7 augustus 2013 |
| Angers SCO          | 1-2 np            | RC Lens              | 7 augustus 2013 |

- n.v. = na verlenging
- na pen = na pen

## Tweede ronde
| Club              | Resultaat | Club                 | Datum            |
| ----------------- | --------- | -------------------- | ---------------- |
| Le Havre AC       | 2-3 np    | Amiens SC            | 27 augustus 2013 |
| SM Caen           | 0-3       | AJ Auxerre           | 27 augustus 2013 |
| Clermont Foot     | 0-1       | Tours FC             | 27 augustus 2013 |
| Nîmes Olympique   | 1-2       | ES Troyes AC         | 27 augustus 2013 |
| RC Lens           | 3-4       | US Créteil-Lusitanos | 27 augustus 2013 |
| AS Nancy-Lorraine | 1-0       | AC Arles-Avignon     | 7 augustus 2013  |

## Derde ronde
| Club                   | Resultaat | Club                     | Datum           |
| ---------------------- | --------- | ------------------------ | --------------- |
| Valenciennes FC        | 1-3       | ES Troyes AC             | 29 oktober 2013 |
| EA Guingamp            | 1-2       | Évian Thonon Gaillard FC | 30 oktober 2013 |
| Stade Rennais          | 2-1 nv    | AS Nancy-Lorraine        | 29 oktober 2013 |
| Stade de Reims         | 1-0       | AS Monaco FC             | 30 oktober 2013 |
| SC Bastia              | 1-0       | AC Ajaccio               | 29 oktober 2013 |
| FC Sochaux-Montbéliard | 3-2 nv    | Montpellier HSC          | 30 oktober 2013 |
| Tours FC               | 3-1       | Amiens SC                | 29 oktober 2013 |
| US Créteil-Lusitanos   | 1-3       | Toulouse FC              | 29 oktober 2013 |
| FC Nantes              | 2-0       | FC Lorient               | 29 oktober 2013 |
| Lille OSC              | 0-1 nv    | AJ Auxerre               | 29 oktober 2013 |

## Achtste finales
| Club                     | Resultaat | Club                   | Datum            |
| ------------------------ | --------- | ---------------------- | ---------------- |
| Olympique Lyon           | 3-2       | Stade de Reims         | 18 december 2013 |
| FC Nantes                | 1-0       | AJ Auxerre             | 17 december 2013 |
| Paris Saint-Germain      | 2-1 nv    | AS Saint-Étienne       | 18 december 2013 |
| ES Troyes AC             | 3-2       | Tours                  | 18 december 2013 |
| Olympique Marseille      | 2-1       | Toulouse               | 18 december 2013 |
| Évian Thonon Gaillard FC | 2-1       | SC Bastia              | 18 december 2013 |
| OGC Nice                 | 3-0       | FC Sochaux-Montbéliard | 18 december 2013 |
| Stade Rennais            | 1-2       | Girondins de Bordeaux  | 18 december 2013 |

## Kwartfinale
|                      |                       |       |                                                           |                                                                                 |
| 14 januari 21:00 uur | Girondins Bordeaux    | 1 – 3 | Paris Saint-Germain                                       | Stade Chaban-Delmas, Bordeaux Toeschouwers: 29.250 Scheidsrechter: Ruddy Buquet |
| 14 januari 21:00 uur | André Biyogo Poko 48' |       | 45+1' Javier Pastore 85' Adrien Rabiot 88' Blaise Matuidi | Stade Chaban-Delmas, Bordeaux Toeschouwers: 29.250 Scheidsrechter: Ruddy Buquet |

|                      |                                                                 |       |                                                                  |                                                                                 |
| 15 januari 18:45 uur | FC Nantes                                                       | 4 – 3 | OGC Nice                                                         | Stade de la Beaujoire, Nantes Toeschouwers: 11.861 Scheidsrechter: Tony Chapron |
| 15 januari 18:45 uur | Filip Đorđević 48', 52' Oswaldo Vizcarrondo 78' Serge Gakpé 87' |       | 17' Didier Digard 72' Timothée Kolodziejczak 85' Darío Cvitanich | Stade de la Beaujoire, Nantes Toeschouwers: 11.861 Scheidsrechter: Tony Chapron |

|                      |                                                           |       |                       |                                                                               |
| 15 januari 18:45 uur | Troyes AC                                                 | 3 – 1 | Évian Thonon Gaillard | Stade de l'Aube, Troyes Toeschouwers: 5.972 Scheidsrechter: Bartolomeu Varela |
| 15 januari 18:45 uur | Benjamin Nivet 32' Ghislain Gimbert 44' Jimmy Cabot 90+3' |       | 69' Clarck N'Sikulu   | Stade de l'Aube, Troyes Toeschouwers: 5.972 Scheidsrechter: Bartolomeu Varela |

|                      |                                        |       |                         |                                                                            |
| 15 januari 20:55 uur | Olympique Lyonnais                     | 2 – 1 | Olympique Marseille     | Stade de Gerland, Lyon Toeschouwers: 27.338 Scheidsrechter: Antony Gautier |
| 15 januari 20:55 uur | Yoann Gourcuff 24' Bafétimbi Gomis 74' |       | 89' André-Pierre Gignac | Stade de Gerland, Lyon Toeschouwers: 27.338 Scheidsrechter: Antony Gautier |

## Halve finale
|                      |                      |       |                                              |                                                                                    |
| 4 februari 21:00 uur | FC Nantes            | 1 – 2 | Paris Saint-Germain                          | Stade de la Beaujoire, Nantes Toeschouwers: 35.714 Scheidsrechter: Laurent Duhamel |
| 4 februari 21:00 uur | Olivier Veigneau 82' |       | 5' Zlatan Ibrahimović 90' Zlatan Ibrahimović | Stade de la Beaujoire, Nantes Toeschouwers: 35.714 Scheidsrechter: Laurent Duhamel |

|                      |                                             |       |            |                                                                             |
| 5 februari 20:55 uur | Olympique Lyonnais                          | 2 – 1 | Troyes AC  | Stade de Gerland, Lyon Toeschouwers: 19.168 Scheidsrechter: Lionel Jaffredo |
| 5 februari 20:55 uur | Alexandre Lacazette 17' Bafétimbi Gomis 27' |       | 35' Xavier | Stade de Gerland, Lyon Toeschouwers: 19.168 Scheidsrechter: Lionel Jaffredo |

## Finale
|                    |                         |       |                                      |                                                                                   |
| 19 april 21:00 uur | Olympique Lyonnais      | 1 – 2 | Paris Saint-Germain                  | Stade de France, Saint-Denis Toeschouwers: 78.489 Scheidsrechter: Stephane Lannoy |
| 19 april 21:00 uur | Alexandre Lacazette 56' |       | 4' Edinson Cavani 33' Edinson Cavani | Stade de France, Saint-Denis Toeschouwers: 78.489 Scheidsrechter: Stephane Lannoy |